# 泰厄内斯塔 (宾夕法尼亚州)
泰厄内斯塔（Tionesta）是美国宾夕法尼亚州福里斯特县的一个自治市镇，是福里斯特县的县城。2020年美国人口普查时，人口为1,150人。泰厄内斯塔这个名字是一个美国原住民词，意思是“狼的家”。游客和居民来到泰厄内斯塔时，会看到一块牌子上写着“一个节奏轻松的特别地方”。
泰厄内斯塔位于森林地区的中心，是猎人和其他户外爱好者的热门目的地。虽然该地区因旅游活动而有所增长，但近年来该区本身也遭受了一些挫折，包括曾是主要雇主的Evenflo工厂的关闭，以及2002年一场大火将该市镇中心的整个街区夷为平地。